# Америкен прогресс
«American Progress» (дослівно — американський поступ) — американська газета заснована губернатором штату Луїзіана Х'юї Лонгом в березні 1930 р. як Louisiana Progress (укр. Луїзіанський Поступ), яка пропаґувала його політичні ідеї. Газету було перейменовано в 1935 р., коли Лонг розгорнув загальнонаціональну кампанію по підготовці до виборів президента США.
Після смерті Лонга газету підтримував губернатор Луїзіани Річард Лічі, проте дуже швидко адміністрація Рузвельта домоглась від губернатора обіцянки припинити підтримку організованого Лонгом руху «Поділимося нашим достатком» та підтримати Новий курс. Якийсь час газету фінансував Ерл Лонг.
Проте у березні 1940 р. після поразки на губернаторських виборах Ерл Лонг закрив газету.